# 2016年MTV音乐录影带大奖
2016年MTV音乐录影带大奖于2016年8月28日在美国纽约麦迪逊广场花园举行。奖项由美国MTV电视台主办，颁发给前一年发行的优秀音乐录影带作品及艺人。本届颁奖典礼将是这一奖项连续三年在南加州举行之后再一次回到纽约，也是首次在麦迪逊广场花园这一场馆举办。本届大奖的提名于2016年7月26日在MTV的Facebook线上直播公布。其中美国歌手碧昂丝获得11项提名，成为当届获提名最多的艺人，这也同时成为她职业生涯中获此奖项提名最多的一次；英国歌手阿黛尔以8项提名位居其次。获提名最多的一部音乐录影带是阿黛尔演唱的歌曲《Hello》，这部录影带获得包括“年度音乐录影带大奖”在内的7项提名。当届大奖还为歌手蕾哈娜颁发迈克尔·杰克逊音乐录像带先锋奖。这一奖项又称“终身成就奖”，是MTV音乐录影带大奖中的最高奖项。
颁奖典礼中，碧昂丝获得包括“年度音乐录影带大奖”在内的八项大奖，成为当晚最大赢家。至此，她在职业生涯中已获得24项MTV音乐录影带大奖，超过获得20项大奖的麦当娜，成为历史上获得这一奖项最多的艺人。她在当晚的表演也收到广泛赞誉，被认为是典礼中的高潮之一。颁奖典礼上的另一大亮点是“迈克尔·杰克逊音乐录像带先锋奖”得主蕾哈娜，她在整场典礼四次登台表演，演出效果广受好评。典礼最后，德雷克向她颁发了音乐录像带先锋奖。此外在本次典礼中，布兰妮·斯皮尔斯继2007年颁奖典礼的表演引发争议后，首次登上MTV音乐录影带大奖的舞台，也获得了诸多关注。

## 现场表演
| 歌手                      | 歌曲                                                                            |          |
| 暖场表演                  | 暖场表演                                                                        | 暖场表演 |
| ------------------------- | ------------------------------------------------------------------------------- | -------- |
| 艾莉西亞·卡拉 特洛伊·希文 | Wild Things Wild Scars To Your Beautiful                                        |          |
| Jidenna                   | Little Bit More                                                                 |          |
| 盧卡斯·葛拉漢樂團         | Mama Said                                                                       |          |
| 正式表演                  |                                                                                 |          |
| 蕾哈娜                    | Don't Stop the Music Only Girl (In the World) We Found Love Where Have You Been |          |
| 爱莉安娜·格兰德 妮琪·米娜 | Side to Side                                                                    |          |
| 未來小子                  | Fuck Up Some Commas                                                             |          |
| 蕾哈娜                    | Rude Boy What's My Name? Work                                                   |          |
| 尼克·乔纳斯 Ty Dolla $ign | Bacon                                                                           |          |
| 碧昂丝                    | Pray You Catch Me Hold Up Sorry Don't Hurt Yourself Formation                   |          |
| 布兰妮·斯皮尔斯 G-Eazy    | Make Me... Me, Myself & I                                                       |          |
| 蕾哈娜                    | Needed Me Pour It Up Bitch Better Have My Money                                 |          |
| 海尔赛                    | Closer                                                                          |          |
| 蕾哈娜                    | Stay Diamonds Love on the Brain                                                 |          |

## 登场嘉宾
以下按照出场顺序列出登场主持、颁奖或介绍表演歌手的嘉宾。除此之外，在整场表演中，喜剧演员基根-麥可·奇、喬登·皮爾、杰·法罗、妮可·拜尔（Nicole Byer）和DJ 哈立德以“特约记者”的身份在表演间隙插播报道、评论和喜剧片段。
暖场表演
- DJ 哈立德 - 主持
- Charlamagne Tha God（英语：Charlamagne Tha God）、莉佐 - 合作主持

正式表演
- 尚恩·库姆斯 - 颁发最佳嘻哈乐录影带
- 海莉·史坦菲德 - 介绍最佳新人投票规则
- Chance the Rapper - 介绍爱莉安娜·格兰德和妮琪·米娜出场表演
- 艾莉西亚·凯斯 - 颁发最佳男歌手录影带
- 迈克尔·菲尔普斯 - 介绍未來小子出场表演
- 坎耶·韦斯特 - 介绍《Fade》音乐录影带首播
- 娜歐蜜·坎貝兒 - 介绍蕾哈娜第二次出场表演
- 瑞塔·欧拉和安塞尔·埃尔格特 - 介绍尼克·乔纳斯和Ty Dolla $ign出场表演
- 塞雷娜·威廉姆斯 - 介绍碧昂丝出场表演
- 碧碧·雷克萨和托芙萝 - 颁发专业奖项
- 贾登·史密斯和沙梅克·摩尔 - 颁发最佳合作
- 金·卡戴珊·韦斯特 - 介绍布兰妮·斯皮尔斯和G-Eazy
- 美国女子体操队（西蒙·拜爾斯、羅莉·埃爾南德斯、麥迪遜·寇西恩（英语：Madison Kocian）和亚历山德拉·拉丝曼） - 颁发最佳女歌手录影带
- 特蕾西·艾丽丝·罗斯（英语：Tracee Ellis Ross） - 介绍蕾哈娜第三次出场表演
- 五佳人 - 颁发最佳新人
- 艾莉西亚·卡拉和特洛伊·希文 - 介绍和海尔赛出场表演
- 吉米·法伦 - 颁发年度音乐录影带大奖
- 玛丽·布莱姬  - 介绍蕾哈娜第四次出场表演
- 德雷克 - 颁发迈克尔·杰克逊音乐录像带先锋奖

## 提名和获奖名单
本届大奖的提名于2016年7月26日在MTV的Facebook线上直播公布，观众投票决定的“最佳夏日歌曲”的提名则在之后公布。以下列出完整提名和获奖名单，粗体显示为获奖者。其中，年度音乐录影带大奖、最佳男/女艺人录影带、最佳合作、最具突破性长篇录影带、最佳新人、最佳夏日歌曲以及各个音乐类型的最佳录影带由公众投票决定，其他六个奖项则是专业奖项，不开放公众投票。

### 年度音乐录影带大奖
碧昂丝 - 《Formation》
- 阿黛尔 - 《Hello》
- 德雷克 - 《Hotline Bling》
- 贾斯汀·比伯 - 《Sorry》
- 坎耶·韦斯特 - 《Famous》

### 最佳女艺人录影带
碧昂丝 - 《Hold Up》
- 阿黛尔 - 《Hello》
- 希雅 - 《Cheap Thrills》
- 爱莉安娜·格兰德 - 《Into You》
- 蕾哈娜 ft. 德雷克 - 《Work》（短版）

### 最佳男艺人录影带
卡尔文·哈里斯 ft. 蕾哈娜 - 《This Is What You Came For》
- 德雷克 - 《Hotline Bling》
- 布莱森·提勒 - 《Don't》
- 坎耶·韦斯特 - 《Famous》
- 威肯 - 《Can't Feel My Face》

### 最佳合作
五佳人 ft. Ty Dolla $ign - 《Work From Home》
- 碧昂丝 ft. 肯德里克·拉马尔 - 《Freedom》
- 爱莉安娜·格兰德 ft. 小韦恩 - 《Let Me Love You》
- 卡尔文·哈里斯 ft. 蕾哈娜 - 《This Is What You Came For》
- 蕾哈娜 ft. 德雷克 - 《Work》（短版）

### 最佳嘻哈乐录影带
德雷克 - 《Hotline Bling》
- Desiigner - 《Panda》
- 布莱森·提勒 - 《Don't》
- Chance The Rapper ft. Saba - 《Angels》
- 2 Chainz - 《Watch Out》

### 最佳流行乐录影带
碧昂丝 - 《Formation》
- 阿黛尔 - 《Hello》
- 贾斯汀·比伯 - 《Sorry》
- 艾莉西亞·卡拉 - 《Wild Things》
- 爱莉安娜·格兰德 - 《Into You》

### 最佳摇滚乐录影带
二十一名飞行员 - 《Heathens》
- All Time Low - 《Missing You》
- 酷玩乐队 - 《Adventure Of A Lifetime》
- 打倒男孩 ft. 黛米·洛瓦托 - 《Irresistible》
- Panic! at the Disco - 《Victorious》

### 最佳电子乐录影带
卡尔文·哈里斯与Disciples - 《How Deep Is Your Love》
- 99 Souls（英语：99 Souls） ft. 天命真女与布兰蒂 - 《The Girl Is Mine》
- 麦克·波斯纳 - 《I Took A Pill In Ibiza》
- 艾佛傑克 - 《SummerThing!》
- ft. 黛雅 - 《别让我失望》

### 最具突破性长篇录影带
碧昂丝 - 《Lemonade》
- 芙蘿倫絲機進份子 - 《The Odyssey》
- 贾斯汀·比伯 - 《PURPOSE: The Movement》
- 克里斯·布朗 - 《Royalty》
- 特洛伊·希文 - 《Blue Neighbourhood Trilogy》

### 最佳新人
DNCE
- 布莱森·提勒
- Desiigner
- 莎拉·拉尔森
- 盧卡斯葛拉漢樂團

### 最佳艺术指导
大卫·鲍伊 - 《Blackstar》（美术指导：Jan Houllevigue）
- 碧昂丝 - 《Hold Up》（美术指导：Jason Hougaard）
- 菲姬 - 《M.I.L.F. $》（美术指导：Alexander Delgado）
- 德雷克 - 《Hotline Bling》（美术指导：Jeremy MacFarlane）
- 阿黛尔 - 《Hello》（美术指导：Colombe Raby）

### 最佳编舞
碧昂丝 - 《Formation》（编舞：Chris Grant、JaQuel Knight、Dana Foglia）
- 梅西·埃利奧特 ft. 法瑞尔·威廉姆斯 - 《WTF (Where They From)》（编舞：Hi-Hat）
- 碧昂丝 - 《Sorry》（编舞：Chris Grant、JaQuel Knight、Dana Foglia、Anthony Burrell、碧昂丝·诺尔斯·卡特）
- FKA Twigs - 《M3LL155X》（编舞：FKA Twigs）
- 芙蘿倫絲機進份子 - 《Delilah》（编舞：Holly Blakey）

### 最佳导演
碧昂丝 - 《Formation》（导演：梅琳娜·马特索卡斯）
- 酷玩乐队 - 《Up&Up》（导演：瓦尼亚·海曼、Gal Muggia）
- 阿黛尔 - 《Hello》（导演：泽维尔·多兰）
- 大卫·鲍伊 - 《Lazarus》（导演：约翰·伦克（英语：Bo Johan Renck））
- 溫馴高角羚（英语：Tame Impala） - 《The Less I Know The Better》（导演：Canada）

### 最佳摄像
碧昂丝 - 《Formation》（摄像：Malik Sayeed）
- 阿黛尔 - 《Hello》（摄像：André Turpin）
- 大卫·鲍伊 - 《Lazarus》（摄像：Crille Forsberg）
- 艾利索 - 《I Wanna Know》（摄像：Corey Jennings）
- 爱莉安娜·格兰德 - 《Into You》（摄像：Paul Laufer）

### 最佳剪辑
碧昂丝 - 《Formation》（剪辑：Jeff Selis）
- 阿黛尔 - 《Hello》（剪辑：泽维尔·多兰）
- 菲姬 - 《M.I.L.F. $》（剪辑：Vinnie Hobbs）
- 大卫·鲍伊 - 《Lazarus》（剪辑：Johan Söderberg）
- 爱莉安娜·格兰德 - 《Into You》（剪辑：Hannah Lux Davis）

### 最佳视觉特效
酷玩乐队 - 《Up&Up》（视觉特效编辑：Vania Heymann）
- FKA Twigs - 《M3LL155X》（视觉特效编辑：Lewis Saunders、Jihoon Yoo）
- 阿黛尔 - 《Send My Love (To Your New Lover)》（视觉特效编辑：Sam Sneade）
- 威肯 - 《Can't Feel My Face》（视觉特效编辑：Bryan Smaller）
- 赞恩 - 《PILLOWTALK》（视觉特效编辑：David Smith）

### 最佳夏日歌曲
五佳人 ft. Fetty Wap - 《All In My Head (Flex)》
- 卡尔文·哈里斯 ft. 蕾哈娜 - 《This Is What You Came For》
- ft. 海尔赛 - 《Closer》
- 德雷克 ft. 凯拉（英语：Kyla (British singer)） & Wizkid - 《One Dance》
- 贾斯汀·汀布莱克 - 《Can't Stop The Feeling》
- 肯特·琼斯（英语：Kent Jones (rapper)） - 《Don't Mind》
- 超级雷射光（英语：Major Lazer） ft. 贾斯汀·比伯 & MØ - 《Cold Water》
- 尼克·乔纳斯 ft. Ty Dolla $ign - 《Bacon》
- 赛琳娜·戈麦斯 - 《Kill 'Em With Kindness》
- 希雅 - 《Cheap Thrills》

### 迈克尔·杰克逊音乐录像带先锋奖
蕾哈娜